# Транспорт
Тра́нспорт (от лат. trans «через» + portare «нести») — совокупность всех видов путей сообщения, транспортных средств, технических устройств и сооружений на путях сообщения, обеспечивающих процесс перемещения людей и грузов различного назначения из одного места в другое; и соответствующая отрасль экономики, связанная с перевозкой пассажиров и грузов.

## Категории транспорта
Транспорт может подразделяться по разным категориям:
- По типу географической среды, в которой транспорт выполняет свои функции: сухопутный, или наземный (железнодорожный, автомобильный, гужевой и т. д. транспорт), в том числе подземный (метро и т. п.); водный (морской, внутренний водный — по озерам и рекам, речной транспорт), в том числе подводный (подводные Larousse universel en 2 volumes; nouveau dictionnaire encyclopédique publié sous la direction de Claude Augé); атмосферный или воздушный (самолёты, вертолёты, воздушные шары, дирижабли и т. д.)[5]. Может рассматриваться также космический транспорт (ракеты, спутники). Возможно совмещение сред — амфибии, летающие лодки, экранопланы, суда на воздушной подушке и др.

- По технологии перемещения сухопутный транспорт подразделяется на рельсовый (железная дорога, трамвай, метрополитен), безрельсовый (автомобили, мотоциклы, автобусы, троллейбусы, гужевой и вьючный транспорт), трубопроводный транспорт[5].

- По типу тяги (источнику энергии): ветряной, паровой, бензомоторный, дизельный, электрический, магнитный, а также приводимый в движение живой силой (животными или людьми) транспорт[5].

- По обслуживаемой сфере  (назначению) выделяются категории: транспорт общего пользования, обслуживающий сферу обращения и население, включая городской транспорт; транспорт необщего (специального) пользования, включая ведомственный, рекреационный, промышленный (внутрипроизводственное перемещение сырья, полуфабрикатов, готовых изделий и др.); транспорт личного пользования (автомобили, мотоциклы, мопеды, велосипеды, яхты, частные самолёты и т. п.).[5][6]

Транспорт общего пользования — более широкая категория, чем общественный транспорт, он обслуживает не только население (пассажирские перевозки, собственно общественный транспорт), но и торговлю (грузовые перевозки).
По данным на 2016 год, перевозки во всем мире осуществляли свыше триллиона автомобилей, более 210 тыс. локомотивов и миллионы железнодорожных вагонов, более 90 тыс. морских судов, более 30 тыс. рейсовых самолетов. Они ежегодно перевозят свыше 110 млрд. тонн грузов и более триллиона пассажиров. Численность занятых на транспорте во всем мире превышает 100 млн человек.

### Грузовой транспорт
В грузовых перевозках на дальние расстояния, в настоящее время преобладает морской транспорт, на долю которого приходится 2/3 перевезённых грузов. По данным Lloyd’s Marine Intelligence на 2012 год, 75 % объёмов международных перевозок осуществлялось морским путем, на долю железных дорог приходилось 16 %, на трубопроводные системы — 9 %, на воздушные перевозки — 0,3 % мировой торговли. Морской транспорт связывает главные мировые районы производства товаров, разделённые океанами — Европу, Америку, Японию, Китай. Доля железнодорожного (внутриконтинентального) транспорта в мировом грузообороте с середины XX века сократилась почти в 2 раза (до 15 %), при этом возрастает доля трубопроводного транспорта.
Во внутриконтинентальных перевозках первенствует автомобильный транспорт.
Важнейшая тенденция в развитии мирового грузового транспорта — создание системы контейнерных перевозок, которая обеспечивает перевозку около 40 % генеральных грузов и создание транспортных коридоров, объединяющих несколько видов транспорта для перевозок грузов через территорию нескольких стран. Так, в Европе было намечено создать девять таких коридоров; из них два проходят через Россию: Берлин — Варшава — Минск — Москва — Нижний Новгород — Екатеринбург и Хельсинки — Санкт-Петербург — Москва — Киев — Одесса. Крупнейшими контейнерными морскими портами мира являются Сингапур, Гонконг и Шанхай.
Возрастает роль грузовых авиаперевозок. Авиацией перевозятся скоропортящиеся продукты (например, клубника из ЮАР в Лондон, свежая рыба для японских ресторанов в Париж), срезанные цветы, а также электроника, детали и узлы машин.

### Пассажирский транспорт
Основная часть мирового пассажирооборота (около 80 %) приходится на автомобильный транспорт, на долю железнодорожного и авиационного транспорта приходится примерно по 10 %.

## Виды транспорта

### Водный
Водный транспорт осуществляет перевозки по водным путям, в том числе речной транспорт по внутриматериковым водоёмам, морской транспорт по океанам и морям. Если не учитывать стоимость создания и поддержания водных путей, водный транспорт дешевле, хотя и медленнее автомобильного и железнодорожного. Водный транспорт до сих пор сохраняет важную роль, он выгоден при массовых перевозках сырьевых грузов, например, угля, нефти, руды или зерна. По внутренним водным путям перевозят в основном массовые грузы — строительные материалы, уголь, руду — перевозка которых не требует высокой скорости (здесь сказывается конкуренция с более быстрыми автомобильным и железнодорожным транспортом). На перевозках грузов через моря и океаны у водного транспорта конкурентов нет (авиаперевозки очень дороги, и их суммарная доля в грузоперевозках низка).
Роль водного транспорта в пассажирских перевозках значительно снизилась, что связано с его низкими скоростями. Исключения — скоростные суда на подводных крыльях (иногда берущих на себя функцию междугородних автобусов-экспрессов) и суда на воздушной подушке. Также велика роль паромов и круизных лайнеров.
- Транспортные средства: суда
- Пути сообщения: Моря и океаны, реки, озёра и каналы
- Сигнализация и управление: маяки, буи
- Транспортные узлы: морские и речные порты

### Вьючный
Средство перевозки грузов в горах, пустынях, лесисто-болотистой и таёжной местности с помощью вьючных животных. Применяется там, где из-за бездорожья, характера местности или состояния погоды невозможно пользоваться гужевым, автомобильным транспортом или вертолётами. Для закрепления и удержания грузов на спине животного применяются вьюки или вьючные сёдла.

### Гужевой
Гужевой транспорт — вид транспорта, в котором в качестве тяги применяется сила животных (лошадей, волов, слонов, ослов, верблюдов, оленей, лам, собак и др.).
Использование животных для перевозки людей и грузов известно с древних времён. Люди могут ездить на некоторых животных верхом, запрягать поодиночке, группами в повозки (телеги, обозы) или сани, для перевозки грузов или пассажиров, либо навьючивать их.
На протяжении многих веков гужевой транспорт был основным видом сухопутного транспорта для пассажирских и грузовых перевозок. С развитием сети железных дорог (начиная с первой половины XIX века) его значение для перевозок на дальние расстояния уменьшается.
С развитием автотранспорта значение гужевого транспорта резко сократилось, хотя ещё накануне Второй мировой войны (1939—1945) гужевой транспорт во многих странах Европы по объёму перевозок мало уступал автотранспорту, а в некоторых и превосходил его. Его значение сохранялось для сельскохозяйственных работ и для внутригородских и местных перевозок.
Во 2-й половине XX века, с дальнейшим развитием автомобильного транспорта и тракторного парка, значение гужевого транспорта во всем мире резко упало и он находил применение в основном в сельских местностях стран Африки для перевозок людей и грузов на короткие расстояния.

### Автомобильный
Автомобиль — «средство безрельсового транспорта с собственным двигателем». Он моложе железнодорожного и водного. Первые автомобили появились в самом конце XIX века. Несмотря на это, грузовые автомобили перевозят все виды грузов, и особенно автопоезда (грузовик-тягач и прицеп или полуприцеп), успешно конкурируют с другими видами транспорта. Автотранспорт превосходит другие виды транспорта по гибкости и универсальности, он наилучшим образом обеспечивает надёжность и своевременность доставки. Удобство транспортировки автомобильным транспортом связано с возможностью приёма и доставки груза от дверей до дверей по любым маршрутам, к каждому предприятию или жилому дому в любое время можно подъехать на автомобиле, поэтому, хотя автомобиль уступает самолёту в скорости, он наиболее удобен на расстояниях до нескольких сот километров. Автотранспорт успешно конкурирует с железной дорогой из-за отсутствия задержек на сортировочных станциях, скорости и отсутствия необходимости перегрузок.
Главные сферы применения. В основном автотранспорт эффективен при перевозке людей и грузов на короткие расстояния, в том числе:
- развоз и подвоз грузов к магистральным видам транспорта,
- внутригородские перевозки,
- перевозки грузов для торговли и строительства.

При перевозках на дальние расстояния автотранспорт наиболее эффективен при транспортировке следующих грузов:
- скоропортящихся,
- особо ценных,
- требующих быстрой доставки,
- неудобных для доставки другими видами транспорта[16].

Абсолютное большинство ныне существующих автомобилей — автомобили индивидуального пользования (легковые). Их используют, как правило, для поездок на расстояния до трёхсот километров.
В общественном автомобильном транспорте используются автобусы (многоместные пассажирские автомобили с вместимостью свыше 8 пассажиров). Для эксплуатации в городах и пригородах используются преимущественно низкопольные городские автобусы, а для междугородных и международных рейсовых и туристических перевозок — междугородные и туристические лайнеры. Последние отличаются от городских моделей компоновкой с повышенным уровнем пола (для размещения под ним багажных отсеков), комфортабельным салоном только с сидячими местами, наличием дополнительных удобств (кухни, гардероба, туалета). В связи с повышением в конце XX века комфортности туристических автобусов, они вполне успешно конкурируют в области перевозки туристов с железными дорогами.
В крупных городах распространён автомобильный общественный транспорт с электрическим приводом — троллейбус, а с 2010-х расширяется применение электробусов.
Развитие автомобильного транспорта и связанной с ними автодорожной инфраструктуры направлено на борьбу с бедностью, за счет увеличения торговли, оживления предпринимательства, снижения цен на товары и улучшения бытовых условий. С помощью автомобильного транспорта, население обслуживается автомобилями скорой медицинской помощи, полиции, пожарных, спасательных, ремонтных и строительных служб. Автотранспортная сеть позволила распространить медицинские и образовательные услуги в ранее недоступные районы.
Недостатки. Автомобильный транспорт требует хороших дорог. На всех стадиях производства, эксплуатации и утилизации автомобилей, топлива, масел, покрышек, строительства дорог и других объектов автомобильной инфраструктуры наносится значительный экологический ущерб. В частности, окислы азота и серы, выбрасываемые в атмосферу при сжигании бензина, вызывают кислотные дожди.
Легковые автомобили — самый расточительный транспорт по сравнению с другими видами транспорта в пересчёте на затраты, необходимые на перемещение одного пассажира.
- Транспортные средства: различные типы автомобилей — легковые, автобусы, грузовые;
- Пути сообщения: автомобильные дороги, мосты, тоннели, путепроводы, эстакады;
- Сигнализация и управление: правила дорожного движения, светофоры, дорожные знаки, автотранспортные инспекции;
- Транспортные узлы: автостанции, автовокзалы, автостоянки, перекрёстки;
- Энергетическое обеспечение: автомобильные заправочные станции, контактная сеть;
- Техническое обеспечение: станция технического обслуживания автомобилей (СТОА), парки (автобусный, троллейбусный), автодорожные службы.

### Железнодорожный
Железнодорожный транспорт был одновременно и продуктом, и мотором промышленной революции. Возникнув в начале XIX века (первый паровоз был построен в 1804 году), к середине того же века он стал самым важным транспортом промышленных стран того времени. К концу XIX века суммарная длина железных дорог перевалила за миллион километров. Железные дороги связали внутренние промышленные районы с морскими портами. Вдоль железных дорог вырастали новые промышленные города.
Однако после Второй мировой войны, когда массово строились скоростные автомагистрали и реактивные самолёты, железные дороги начали терять своё значение. На грузовых перевозках они не выдерживали конкуренции автомобильного транспорта, на пассажирских — самолётов (на больших расстояниях) и личного автомобиля (на коротких расстояниях). Коллапса железных дорог, как предсказывали многие в пятидесятых-шестидесятых годах, не произошло. В 1970 году около половины внутреннего грузооборота государств приходилось на железнодорожный транспорт. Железные дороги имеют много преимуществ — высокую грузоподъёмность, надёжность, сравнительно высокую скорость. Сейчас по железным дорогам перевозят самые разные грузы, но в основном — массовые, такие как сырьё, сельхозпродукция. Введение контейнеров, облегчающих перегрузку, также повысило конкурентоспособность железных дорог. На сегодняшний день самой длинной протяжённостью железных дорог обладают США, а самой густой сетью (км железной дороги на квадратный км территории) обладает Германия.
 По-прежнему высока роль пригородных железных дорог и метрополитенов. Электрифицированные железные дороги (а к настоящему времени большинство железных дорог с интенсивным движением электрифицировано) намного экологичнее автомобильного транспорта.
С созданием системы скоростных железных дорог, допускающих движение со скоростями порядка трёхсот километров в час, железные дороги стали серьёзным конкурентом авиалиний на небольших расстояниях.
Наиболее электрифицированы железные дороги в Швейцарии (до 95 %), наименее электрифицированы железные дороги США-около 5 %, в России же этот показатель доходит до 47 %.
Специализированная лёгкая железная дорога, применяемая в качестве городского пассажирского транспорта, называется трамваем.
- Транспортные средства: локомотивы и вагоны
- Пути сообщения: железнодорожный путь, мосты, тоннели
- Сигнализация и управление: железнодорожная сигнализация
- Транспортные узлы: железнодорожные станции и вокзалы
- Энергетическое обеспечение: контактная сеть и тяговые подстанции (на электрифицированных ЖД), пункты заправки и экипировки локомотивов

### Воздушный
Воздушный транспорт — самый быстрый и в то же время самый дорогой вид транспорта. Основная сфера применения воздушного транспорта — пассажирские перевозки на расстояниях свыше тысячи километров. Также осуществляются и грузовые перевозки, но их доля очень низка. В основном авиатранспортом перевозят скоропортящиеся продукты и особо ценные грузы, а также почту. Во многих труднодоступных районах (в горах, районах Крайнего Севера) воздушному транспорту нет альтернатив. В таких случаях, когда в месте посадки отсутствует аэродром (например, доставка научных групп в труднодоступные районы) используют не самолёты, а вертолёты, которые не нуждаются в посадочной полосе.
Большая проблема современных самолётов — шум, производимый ими при взлёте, который значительно ухудшает качество жизни обитателей расположенных рядом с аэропортами районов.
- Транспортные средства: самолёты и вертолёты
- Пути сообщения: воздушные коридоры
- Сигнализация и управление: авиамаяки, диспетчерская служба
- Транспортные узлы: аэропорты

#### Воздухоплавание
В настоящее время понятия авиация и воздушный транспорт фактически стали синонимами, так как воздушные перевозки осуществляются исключительно воздушными судами тяжелее воздуха. Однако первые воздушные суда были легче воздуха. В 1709 году был запущен первый воздушный шар. Впрочем, воздушные шары были неуправляемы.
Дирижабль — управляемый летательный аппарат легче воздуха. 13 ноября 1899 французский воздухоплаватель А. Сантос-Дюмон совершил первый успешный полёт дирижабля, облетев вокруг Эйфелевой башни в Париже со скоростью 22—25 км/ч. В период между мировыми войнами дирижабли широко использовались в военных, гражданских, научных, и спортивных целях. Пассажирские дирижабли даже совершали регулярные перелёты между Европой и Америкой.
В конце XX века возобновился интерес к дирижаблям: теперь вместо взрывоопасного водорода или дорогого инертного гелия применяется их смесь. Дирижабли хоть и много медленнее самолётов, но зато намного экономичнее. Тем не менее до сих пор сфера их применения остаётся маргинальной: рекламные и увеселительные полёты, наблюдение за дорожным движением. Дирижабли также предлагаются в качестве климатически приемлемой альтернативы самолётам.
- Транспортные средства: аэростаты и дирижабли

### Трубопроводный
Трубопроводный транспорт довольно необычен: он не имеет транспортных средств, вернее, сама инфраструктура «по совместительству» является транспортным средством. Трубопроводный транспорт дешевле железнодорожного и даже водного. Он не требует большого количества персонала. Основной тип транспортируемых продуктов — жидкие (нефть, нефтепродукты) или газообразные. Нефтепроводы и газопроводы транспортируют эти продукты на большие расстояния с наименьшими потерями. Трубы укладывают на земле или под землёй, а также на эстакадах или одиночных опорах. Движение продукта осуществляется за счёт перепада давления, который создаётся насосные или компрессорными станциями. Самый повседневный вид трубопроводного транспорта — водопровод и канализация.
Существуют экспериментальные трубопроводы, в которых твёрдые сыпучие грузы перемещаются в смешанном с водой виде. Другие примеры трубопровода для твёрдых грузов — пневмопочта, мусоропровод.
Пневматический
Пневматический транспорт — «совокупность установок и систем, служащих для перемещения сыпучих и штучных грузов с помощью воздуха или газа».
Применение:
- для загрузки бункеров и регулируемого выпуска материалов из них.
- перемещение материалов между складами и цехами.
- разгрузка и загрузка транспортных средств.
- закладка выработанных пространств шахт породой.
- удаление отходов производства, например золы, стружки, пыли.
- Для перемещения штучных грузов применяется пневматическая почта. Закрытые пассивные капсулы (контейнеры) перемещаются под действием сжатого или, наоборот, разрежённого воздуха по системе трубопроводов, перенося внутри себя нетяжёлые грузы, документы. Данный вид транспорта, как правило, применялся для доставки почты, писем, документов, откуда и следует его название. Пневматическая почта использовалась в XIX—XX веках и используется поныне, например, для доставки бумажных купюр в супермаркетах без отлучения кассира с рабочего места[24].

### Прочие виды транспорта

#### Лифтовой транспорт
Лифт (от англ. lift — поднимать), стационарный подъёмник обычно прерывного действия с вертикальным движением кабины или платформы по жёстким направляющим, установленным в шахте. Предназначен для перемещения людей и грузов, как правило, по вертикали в пределах одного здания или сооружения.

#### Эскалатор
Эскалатор (англ. escalator; первоисточник: лат. scala — лестница), наклонный пластинчатый конвейер с движущимся ступенчатым полотном, служащий для подъёма и спуска пассажиров на станциях метро, в общественных зданиях, на уличных переходах и в других местах со значительными пассажиропотоками.

#### Элеватор
Элеватор (лат. elevator, буквально — поднимающий, от elevo — поднимаю), машина непрерывного действия, транспортирующая грузы в вертикальном или наклонном направлениях. Различают Э. ковшовые, полочные, люлечные. Ковшовые Э. предназначены для подъёма по вертикали или крутому наклону (более 60°) насыпных грузов (пылевидных, зернистых, кусковых), полочные и люлечные Э. — для вертикального подъёма штучных грузов (деталей, мешков, ящиков и т. п.) с промежуточной погрузкой-разгрузкой.

#### Траволатор
Траволатор от англ. travelator (словообразовательное стяжение англ. слов travel «перемещаться» и [escal]ator) «эскалатор») — движущаяся бесступенчатая дорожка, которая позволяет ускорить или облегчить передвижение пешеходов. Траволаторами обычно оборудуют крупные торговые комплексы, аэропорты, вокзалы, выставочные комплексы.

#### Канатная дорога
Канатная дорога — вид транспорта для перемещения пассажиров и грузов, в котором для перемещения вагонов, вагонеток, кабин или кресел служит тяговый или несуще-тяговый канат (трос), протянутый между опорами таким образом, что вагоны (кабины-гондолы, кресла, вагонетки) не касаются земли.

#### Фуникулёр
Фуникулёр — (фр. funiculaire, произв. от лат. funiculus — верёвка, канат) — вид рельсового транспорта с канатной тягой для перевозки людей или грузов в вагонах на небольшое расстояние по крутой трассе в условиях тяжёлого рельефа местности.

## Перспективные виды транспорта
- Поезд на магнитной подушке или Маглев (от англ. magnetic levitation — «магнитная левитация») — это поезд, удерживаемый над полотном дороги, движимый и управляемый силой электромагнитного поля. Такой состав, в отличие от традиционных поездов, в процессе движения не касается поверхности рельса. Так как между поездом и поверхностью полотна существует зазор, трение между ними исключается, и единственной тормозящей силой является аэродинамическое сопротивление. Относится к монорельсовому транспорту (хотя вместо магнитного рельса может быть устроен канал между магнитами — как на JR-Maglev).Скорость, достигаемая поездом на магнитной подушке, сравнима со скоростью самолёта и позволяет составить конкуренцию воздушному транспорту на ближне- и среднемагистральных направлениях (до 1000 км). Хотя сама идея такого транспорта не нова, экономические и технические ограничения не позволили ей развернуться в полной мере: для публичного использования технология воплощалась всего несколько раз. В настоящее время, маглев не может использовать существующую транспортную инфраструктуру[30].

Есть проекты с расположением магнитных элементов между рельсами обычной железной дороги или под полотном автотрассы.
- Персональный автоматический транспорт — это вид городского и пригородного транспорта, который автоматически (без водителя) перевозит пассажиров в режиме такси, используя сеть выделенных путей. В настоящий момент в мире действует одна система Персонального автоматического транспорта. Это сеть ULTra в Лондонском аэропорту Хитроу. Система была открыта для пассажиров в 2010 году[31]. Существует также система Morgantown Personal Rapid Transit, отличающаяся от классической концепции PRT увеличенным размером вагона.

## Экономика транспорта
С помощью транспорта обеспечивается экономическое взаимодействие между разными местностями, населенными пунктами, странами. Транспорт является важнейшим звеном инфраструктуры рынка, от него существенно зависит рост качества жизни людей; он ярко отражает в себе способность экономики к развитию, как эволюционному, так и революционному изменению на основе научно-технического прогресса.
Для транспортных компаний рост перевозок не обязательно означает рост прибыли; так, с 2007 по 2014 г выручка крупнейших транспортно-логистических компаний выросла примерно на 22 %, в то же время их прибыль выросла всего на 2 %.

### Транспортное планирование
При планировании и управлении транспортных систем основной целью является улучшение транспортного предложения. Среди параметров транспортных систем, влияющих на планирование и управление ими — интенсивность транспортного потока, провозная способность системы транспорта, транспортная доступность, транспортные издержки потребителя, устойчивость и эффективность транспортной системы.

## Транспорт и окружающая среда
Транспорт — один из основных потребителей энергии и один из главных источников выбросов диоксида углерода, парникового газа, усиливающего глобальное потепление. Причина этого — сжигание огромных объёмов ископаемых видов топлива (в основном нефтепродуктов, таких как бензин, керосин и дизельное топливо) в двигателях внутреннего сгорания наземных, воздушных и водных транспортных средств. Примерно четверть всех выбросов диоксида углерода, вызванных сжиганием энергетического топлива, производит транспорт.
Среди других отрицательных примеров влияния транспорта на окружающую среду можно назвать: загрязнение воздуха выхлопными газами и мельчайшими твёрдыми частицами, загрязнение грунтовых вод токсичными стоками с автодорог, автомоек и стоянок автотранспорта, шумовое загрязнение, потеря городского жизненного пространства (до 50 % площади современных городов отводится на дороги, парковки, гаражи и заправочные станции) и разрастание пригородов, которые поглощают места обитания диких животных и сельскохозяйственные земли.
Общественный транспорт и безмоторные виды транспорта (например, пеший ход или велосипед) считаются более «экологичными», так как их вклад в перечисленные проблемы значительно меньше либо вовсе нулевой. Транспортные средства с электрическим приводом (например, электропоезда или гибридные автомобили) считаются более «климатически нейтральными», чем их аналоги на ископаемом топливе. Климатически нейтрального технологического решения (топливо или двигатель) для самолётов в настоящее время не существует.